# All of the Stars
All of the Stars is een nummer van de Britse singer-songwriter Ed Sheeran uit 2014. Het verscheen op de soundtrack van de film The Fault in Our Stars. In deze film is het nummer ook de horen tijdens de aftiteling, waarvoor Sheeran het nummer speciaal schreef.
Sheeran zei dat het nummer "geïnspireerd was door de hele film, ik wilde gewoon iets verdrietigs en euforisch tegelijk doen en mensen een beetje opbeuren". 
Het nummer werd een bescheiden hit in het Verenigd Koninkrijk, waar het de 46e positie bereikte. In het Nederlandse taalgebied bereikte de plaat geen hitlijsten.

## Tracklijst
- Muziekdownload

1. "All of the Stars" - 3:55